# Salviehøne
- Wikispecies har taksonomi med forbindelse til  Salviehøne

Salviehøne (latin: Centrocercus urophasianus) er en fugl i familien fasanfugle, der lever i den vestlige del af Nordamerika.